# Stille Revolution
Der Begriff Stille Revolution (französisch Révolution tranquille) bezeichnet eine wichtige Periode in der Geschichte Québecs. Während der 1960er Jahre unterzog sich diese kanadische Provinz einem tiefgreifenden sozialen und wirtschaftlichen Wandel, geprägt von der Säkularisierung der Gesellschaft und der Schaffung eines Wohlfahrtsstaates. Die Provinzregierung brachte zwischen 1960 und 1966 das zuvor von der römisch-katholischen Kirche dominierte Gesundheits- und Bildungswesen unter die Kontrolle des Staates, baute die staatlichen Dienstleistungen aus und tätigte umfangreiche Investitionen in Bildung und Infrastruktur. Sie erlaubte den Staatsangestellten, sich in Gewerkschaften zu organisieren, und ermöglichte der mehrheitlich französischsprachigen Bevölkerung, die Kontrolle über die Wirtschaft ihrer eigenen Provinz zu übernehmen.

## Ausgangslage
Mehrere Ereignisse werden als Vorläufer der Stillen Revolution betrachtet. Darunter sind zu nennen der vier Monate andauernde Bergarbeiterstreik in Asbestos (1949), gewalttätige Ausschreitungen nach der Sperre des Eishockeyspielers Maurice Richard (1955), die Unterzeichnung des Manifests Refus global durch die dissidente Künstlergruppe Automatistes (1948–1949) und die Veröffentlichung des Buches Les insolences du Frère Untel (1960), das die fast absolute Dominanz der römisch-katholischen Kirche anprangerte. Radio-Canada, die Zeitung Le Devoir und das von Pierre Trudeau herausgegebene politische Magazin Cité Libre galten als intellektuelle Foren für Kritiker der damaligen Gesellschaft.
Die Regierung Québecs wurde vom streng konservativen Maurice Duplessis, dem Vorsitzenden der Union nationale, kontrolliert. Wahlbetrug und Korruption waren in Québec alltäglich. Die Union nationale erhielt Unterstützung vom größten Teil des katholischen Klerus, der nach wie vor die meisten Schulen und Krankenhäuser der Provinz betrieb. Gemeindepriester zitierten manchmal den Wahlslogan der Union nationale: Le ciel est bleu, l'enfer est rouge („Der Himmel ist blau, die Hölle ist rot“) – eine Anspielung auf die Parteifarben der Union nationale (blau) und der Liberalen (rot). Die katholische Kirche war jedoch nicht vollständig auf Duplessis' Seite. Einzelne katholische Gewerkschaften und Mitglieder des Klerus, darunter Erzbischof Joseph Charbonneau, kritisierten Duplessis, doch die überwiegende Mehrheit des Klerus in Kleinstädten und auf dem Lande unterstützte den Regierungschef.
Wegen der geringen Bevölkerungszahl Québecs (und Kanadas als Ganzem) war Kapital für Investitionen regelmäßig knapp. Aus diesem Grund wurden die natürlichen Ressourcen der Provinz hauptsächlich von ausländischen Investoren erschlossen. Beispielsweise trieb der US-amerikanische Konzern Iron Ore Company of Canada den Eisenerzbergbau voran. Bis zur zweiten Hälfte des 20. Jahrhunderts lebte die Mehrheit der frankophonen Arbeiter Québecs unter der Armutsgrenze und war nicht in den Führungspositionen der Unternehmen in ihrer eigenen Provinz vertreten.
Maurice Duplessis starb 1959, kurz darauf auch dessen Nachfolger Paul Sauvé. Im darauf folgenden Jahr gewann die Parti libéral du Québec die Wahlen und Jean Lesage wurde neuer Regierungschef. Die Liberalen waren mit dem Versprechen angetreten, die erstarrte Gesellschaft grundlegend zu modernisieren und den Einfluss der Frankophonen auf ihre eigene Wirtschaft auszudehnen. Ihre Wahlslogans lauteten Maîtres chez nous („Herren im eigenen Hause“) und Il faut que ça change („Die Dinge müssen sich ändern“).

## Säkularisierung
1961 wurde die Parent-Kommission eingesetzt, um Empfehlungen auszuarbeiten, die zur Umsetzung verschiedener Reformen führten. Die wichtigste war die vollständige Säkularisierung des Bildungswesens. Zwar behielten die Schulen pro forma ihren katholischen oder reformierten Charakter, doch in der Praxis wurden sie zu weltlichen Institutionen. Andere Reformen waren die Einführung einer Schulpflicht bis zum 16. Lebensjahr und freier Unterricht bis zum elften Schuljahr. Zuvor waren die meisten frankophonen Kinder nach 6 oder 7 Jahren von den kostenpflichtigen Schulen  abgegangen, nach viel weniger Schuljahren als die anglophonen Kinder.
Obwohl die Union nationale 1966 wieder an die Macht gelangte, wurden die Reformen weitergeführt. 1967 wurden die Cégep als vor-universitäre Bildungseinrichtung eingeführt, 1968 schuf die Regierung den Hochschulverbund der Université du Québec. Der gesellschaftliche Bedeutungsverlust der katholischen Kirche, der in den 60er Jahren in Québec ähnlich wie in anderen westlichen Ländern vonstattenging, führte zu einer spürbaren Verringerung der Geburtenrate bei den Frankophonen. Proklamationen der Kirche gegen die Empfängnisverhütung wurden mehrheitlich ignoriert.

## Wirtschaftliche Reformen
1962 rief die Parti libéral Neuwahlen aus, um sich die Zustimmung für ihr wichtigstes Reformvorhaben zu sichern – die Verstaatlichung der gesamten Elektrizitätswirtschaft der Provinz und deren Vereinigung in der staatlichen Gesellschaft Hydro-Québec. Die Liberalen gewannen die Wahlen mit einer vergrößerten Mehrheit in der Nationalversammlung von Québec und innerhalb von sechs Monaten zog René Lévesque, der Minister für natürliche Ressourcen, die Verstaatlichung durch.
In der Folge entstanden weitere öffentlich-rechtliche Institutionen, mit dem Ziel, den Grad der wirtschaftlichen Autonomie der Provinz zu erhöhen. Die Staatsbetriebe SIDBEC (Eisen und Stahl), SOQUEM (Bergbau), REXFOR (Forstwirtschaft) und SOQUIP (Erdöl) wurden gegründet, um die Bodenschätze der Provinz auszubeuten. 1962 gründete die Regierung die Investmentgesellschaft Société générale de financement, um die Québecer zu ermutigen, in ihre wirtschaftliche Zukunft zu investieren und den Profit kleiner Unternehmen zu erhöhen.
Die Bundesregierung genehmigte 1963 die Gründung der Sozialversicherungsanstalt Régie des Rentes du Québec (RRQ), die von der nationalen Rentenversicherung Canada Pension Plan unabhängig ist. Die Caisse de dépôt et placement du Québec entstand 1965, um die Einnahmen aus der RRQ zu verwalten und um das Kapital für verschiedene Vorhaben im öffentlichen und privaten Sektor bereitzustellen. Ein neues Arbeitsgesetz (Code du travail) trat 1964 in Kraft. Es vereinfachte die Bildung von Gewerkschaften und gab Staatsangestellten das Recht zu streiken.

## Nationalismus
Die Stille Revolution führte dazu, dass sich die frankophonen Einwohner der Provinz vom Einfluss der englischsprachigen Elite emanzipierten, die zuvor die Wirtschaft dominiert hatte. Sie betrachteten sich nicht mehr als französische Kanadier, sondern entwickelten eine neue, positiver besetzte Identität als Quebecer (Québécois), die nicht mehr auf das Mutterland Frankreich fokussiert ist.
Als der französische Staatspräsident Charles de Gaulle die Weltausstellung Expo 67 in Montreal besuchte, rief er vor einer großen Menschenmenge, die sich vor dem Rathaus versammelt hatte, Vive le Québec libre! („Es lebe das freie Québec!“) zu. Die umstrittene Rede verärgerte die kanadische Bundesregierung und bestärkte die wachsende Unabhängigkeitsbewegung, sich für die Selbständigkeit einzusetzen. 1968 gründete René Lévesque die separatistische Parti Québécois. Eine kleine Gruppierung marxistischer Separatisten, die Front de libération du Québec, verübte in zunehmendem Maße Sprengstoffanschläge und weitere Gewaltakte, die 1970 in der Oktoberkrise gipfelten. 1976 gewann die Parti Québécois erstmals in der Provinz die Wahlen zur Nationalversammlung.

## Als soziale Bewegung
„Als "Stille Revolution" bezeichnen wir einen Zeitraum von etwa sechs Jahren, 1960–1966, in dem eine breite Bewegung neue Bedingungen setzte. Sie wurde betrieben von einer neu entstandenen Klasse, welche sich von den Zielen leiten ließ: aktives staatliches Handeln und zugleich technokratische Gesellschaftsplanung. Diese Gruppe bestimmte selbst die Bedingungen ihres sozialen Aufstiegs, sowohl relativ, als auch absolut gesehen. Infolgedessen bewirkte eine ganze Reihe von Maßnahmen, dass sich ihre Lebensbedingungen grundsätzlich änderten, und auch ihre Handlungsweisen, ihre Denkweisen und ihre Ausdrucksweise.“

### Sachbuch
- Yves Belanger, Robert Comeau, Céline Métivier (Hrsg.): La révolution tranquille. 40 ans plus tard – un bilan. V.l.B., Montréal 2000, ISBN 2-89005-753-4.
- Michel-Rémi Lafond: La révolution tranquille. 30 ans après, qu’en reste-t-il? Éditions de Lorraine, Hull 1992, ISBN 2-9801249-4-X.
- Alice Rücknagel: Révolution tranquille. Stille Revolution in Quebec. Identitätswandel im frankophonen Kanada. GRIN Verlag, München 2009, ISBN 978-3-640-45364-1.
- Sophie Dubois: Refus global. Histoire d’une réception partielle. Presses de l’Université de Montréal, 2017.
  - Rezension: Ursula Mathis-Moser, Zeitschrift für Kanada-Studien 40, 2020, S. 251 ff.

### Roman
- Jean-François Somain: Lucien Théorêt : Héros de la Révolution tranquille. Marcel Broquet Éditeur, Saint-Sauveur (Québec) 2010, ISBN 978-2-923715-26-1.